# Edward Keating
Pour les articles homonymes, voir Keating.
Edward Keating est un photographe de rue et photojournaliste américain né le 4 mars 1956 à Greenwich (Connecticut) et mort le 26 septembre 2021 à Manhattan (État de New York).  
Photographe pour le New York Times de 1991 à 2003, il est lauréat du prix Pulitzer de la photographie d’actualité en 2002 pour sa couverture des attentats du 11 septembre 2001.  

## Biographie

### Enfance, jeunesse, études
Edward Nicholas Keating Jr est né à Greenwich dans le Connecticut le 4 mars 1956 dans une famille de six enfants,.  
Son père, qui est cadre chez le fabricant de pneumatiques B.F. Goodrich meurt d’un infarctus alors qu’Edward est âgé de huit ans, et sa mère Gloria (Haupt) Keating, femme au foyer, qui pratiquait la photographie, se suicide sept ans plus tard,.  
Sa sœur ainée Cynthia McClanaghan, jeune mariée alors âgée de vingt ans, obtient sa tutelle et celle de ses deux sœurs et deux frères. Elle parvient à préserver l’unité de la famille dans leur maison de New Canaan où il demeure jusqu’à la fin de ses études secondaires à la New Canaan High School. 
Il étudie ensuite les sciences politiques à l’American University de 1974 à 1977. Il traverse une période de dépression et sombre dans la maladie alcoolique qu’il surmontera. Il reprend alors des études de littérature américaine à l’université Columbia de 1981 à 1983 mais ne les termine pas.
Grâce à un crédit d’impôts de 400 $, il achète un appareil photo et un objectif de 50 mm, et commence à travailler comme photographe de rue et photographe documentaire dès 1981. Au bout de sept ans il devient pigiste au New York Times.

### Carrière professionnelle
En août 1991, il est en reportage à Brooklyn quand il est victime d’un passage à tabac par un gang d’une centaine d’hommes, au cours des émeutes de Crown Heights : « Dépouillé de mon équipement, au sol, j’ai été frappé à coups de pied et de coups de battes… Deux flics sont arrivés, armes au poing. Ils pensaient que j'étais mort ». Ses blessures nécessitent cinquante points de suture. À la suite de ces événements Keating est embauché comme photographe à temps plein au New York Times. 
Il assure la couverture de l’actualité nationale et internationale. Il est aussi réputé pour ses photographies de mariage non conventionnelles, et créé dans le NYT la rubrique populaire “Vows” en 1992.
En 2002, Edward Keating remporte le prix Pulitzer de la photographie d’actualité pour sa couverture des attentats du 11 septembre 2001.
Une photographie publiée en septembre 2002 fait l’objet d’une controverse. Il est accusé par des photographes concurrents d’avoir mis en scène la photo d’un jeune garçon non musulman tenant un pistolet jouet devant un panneau d’Arabian Foods à Lackawanna, NY, pour illustrer un reportage sur six Arabes-Américains soupçonnés d’être liés à d’Al-Qaïda,. « Ce fut une catastrophe. J’ai agité la main pour attirer l’attention du gamin alors qu’il regardait de l’autre côté. Les photographes de Reuters de l'autre côté de la rue pensaient que je le mettais en scène. J'ai pris la photo comme un portrait conceptuel, mais l’éditeur du Times, à la recherche d'une photo pour illustrer son article l’a publiée comme une photo d'actualité ». Il est suspendu de ses fonctions puis licencié en 2003.
Il devient alors photographe indépendant, et ses reportages sont publiés par de nombreux magazines, travaillant également pour des campagnes publicitaires, ou des mariages qu’il photographie avec un angle documentaire recherché par ses clients.
Entre 2000 et 2011, il parcourt les 2 400 km de la Route 66, de Chicago à Santa Monica, et documente sur les conditions de vie de ceux qui vivaient sur cette route mythique aujourd’hui en déshérence. « Contrairement au mythe selon lequel la Route 66 serait un lieu de divertissement et d'aventure de carte postale, ce que j'ai trouvé lors de mes voyages sur la « Route Mère » était une route et une culture en détresse ». Ce projet au long cours aboutit en 2018 à la publication du livre Main Street: The Lost Dream of Route 66, dont la préface est rédigée par Robert Frank, qui est son ami et mentor.
Depuis 2004, il est représenté par l’agence Contact Press Images,, et contribue régulièrement à Time Magazine, Rolling Stone, « W » Magazine et New York Magazine. Il se marie en 1988 avec l’éditrice et photographe Carrie Boretz et ils ont deux filles,, et vit et travaille Upper West Side à Manhattan.

### Fin de vie
Edward Keating meurt à 65 ans le 26 septembre 2021 au Memorial Sloan-Kettering Cancer Center, des suites d’un cancer attribué « aux jours et aux nuits qu’il avait passés à inhaler de la poussière toxique au milieu des ruines du World Trade Center »,.

## Expositions
Liste non exhaustive
- 1994 : « Mariages à New York », Visa pour l’image, Perpignan[11]
- 1996 : « Pictures of the Times: A Century of Photography from The New York Times », Museum of Modern Art, New York[12]
- 1999 : « Exile New York », The Leica Gallery, New York[13]
- 2006 : « 30 ans de Contact(s) », exposition collective, Visa pour l’image, Perpignan[14]
- 2008 : « New York », Pingyao International Photography Festival, Chine, aux côtés de la série « Les Américains » de Robert Frank.
- 2011 : « Route 66 », Bursa Fotofest, Turquie
- 2018 : « Main Street: The Lost Dream of Route 66 », Nailya Alexander Gallery, New York[15]

## Publications
- Vows: Weddings Of The Nineties From The New York Times, New York, William Morrow, 1997, avec Lois Smith Brady
- Main Street: The Lost Dream of Route 66, Bologne, Damiani, 2018

## Prix et récompenses
- 1994 : prix Pulitzer dans la catégorie « Spot News Reporting » avec le bureau du New York Times
- 2002 : prix John Faber Overseas Press Club of America[7]
- 2002 : Overseas Press Club of America Award, pour sa série de photographies sur les attentats du 11 septembre[7]
- 2002 : prix Pulitzer de la photographie d'actualité pour sa couverture des attentats du 11 septembre 2001, avec le bureau du New York Times[7]

## Collections publiques
- Museum of Modern Art, New York[16]
- Norton Museum of Art, West Palm Beach
- The Miriam and Ira D. Wallach Division of Art, Prints and Photographs, New York Public Library[17]